# El gavilán de la sierra
El gavilán de la sierra és una pel·lícula mexicana que conta la història d'un corrido del líder d'una banda delictiva de Durango. Va ser dirigida per Juan Antonio de la Riva i estrenada en la 37 Mostra Internacional de Cinema i en el Festival Franc Mexicà de Cinema d'Acapulco al febrer de 2002.

## Sinopsi
Un grup de joves del poblat d'El Salto, Durango després de ser explotats laboralment al seu poble decideixen anar-se a la serra a assaltar autobusos i matar els que passin pel territori. Aquest grup és emboscat i en el tiroteig acaben tràgicament morts. Mentrestant al Districte Federal el germà del líder d'aquesta banda s'assabenta de la mort del seu germà i decideix tornar al seu poble per a compondre-li un corrido al seu germà mort.

## Repartiment
- Guillermo Larrea - Rosendo Nevárez
- Juan Ángel Esparza - Gabriel Nevárez
- Claudia Goytia - Soledad
- Mario Almada - don Joaquín
- Paul Choza - Roque Aguilar
- José Juan Meraz - El Meño
- Abel Woolrich - Melitón
- Rafael Velasco - Aurelio
- Héctor Téllez - Chano Esparza
- José Rodríguez - Pedro Gallo
- Alea Yolotl
- Uriel Chávez
- Ludivina Olivos
- Virgilio Torres

## Premis
- Al XVIIè Festival Internacional de Cinema de Mar del Plata (2002) va rebre el Premi Pentagrama de Plata a la Millor Música (Antonio Avitia)
- A les Diosas de Plata de 2002 va rebre els premis a la Millor Revelació (Juan Ángel Esparza), Millor Música (Antonio Avitia) i Millor Fotografía (Ángel Goded). 2002
- En la XLIV edició dels Premis Ariel fou nominada als premis a la millor pel·lícula, direcció, coactuació masculina, fotografia i edició